# Lijst van fonteinen in Den Haag

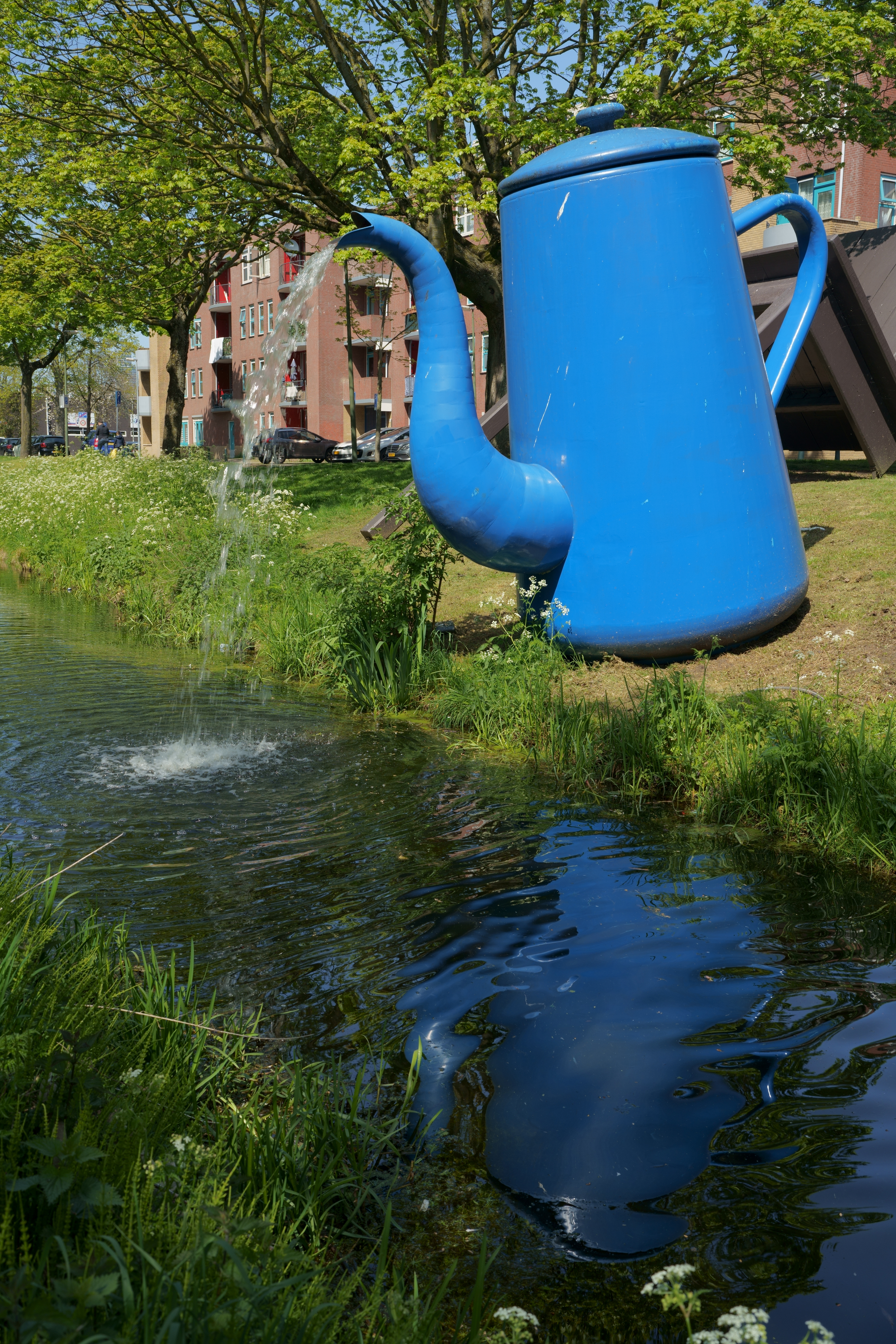
Echtelijke ruzie

Dit is een onvolledig overzicht van fonteinen en andere (civiele) kunstwerken met waterval, bron of waterspuwer in de Haagse openbare ruimte of zichtbaar vanaf, dan wel binnen voor het publiek toegankelijk terrein. Voor zover bekend is een overzicht als dit niet eerder gemaakt. Hier en daar wordt vermeld dat er in totaal zo'n dertig fonteinen in Den Haag zijn. Dat is tamelijk weinig vergeleken met bijvoorbeeld Rotterdam en Amsterdam en op zo'n gering aantal is een substantieel deel dus ook niet in eigendom of beheer van de gemeente. Voor zover de Haagse fonteinen (nog) functioneren en bovendien in beheer zijn bij de gemeente Den Haag (DSB), zijn ze actief gedurende "het fonteinseizoen" tussen maart/april en begin oktober. Ten minste in het fonteinseizoen 2022 lijkt een aantal van onderstaande fonteinen niet (voortdurend) actief. Afgaand op Google Streetview is, bijvoorbeeld, "Echtelijke ruzie" vóór 2023 een aantal jaren niet actief geweest. De combinatie van terrasfontein en waterval op het Burgemeester de Monchyplein is wel actief maar niet de hele dag of niet elke dag (mogelijk wegens voeding van de vijver of anders wegens geluidsoverlast).
Aangezien ook fonteinen zijn opgenomen die inmiddels verdwenen zijn of zich buiten de openbare ruimte bevinden, is de lijst van fonteinen onderverdeeld naar zichtbaarheid. Voor meer afbeeldingen dan de onderstaande voorbeelden, zie de categorie Fonteinen in Den Haag op Wikimedia Commons.

## Fonteinen in de openbare ruimte
Naast fonteinen geplaatst in - of zichtbaar in de openbare ruimte zijn hier ook de fonteinen op voor het publiek altijd of meestal vrij toegankelijke terrein opgenomen. 
| Naam/aanduiding                   | Kunstenaar/architect               | Locatie                                           | Jaar | Materiaal/uitvoering | Beheer                | Afbeelding |
| --------------------------------- | ---------------------------------- | ------------------------------------------------- | ---- | -------------------- | --------------------- | ---------- |
| Binnenhoffontein                  | Pierre Cuypers / Ludwig Jünger     | Binnenhof                                         | 1883 | smeedijzer           | RVB                   |            |
| Hofvijverfontein                  |                                    | Hofvijver                                         | 1998 |                      | DSB                   |            |
| Bron "Et In Arcadia ego"          | Ian Hamilton Finlay                | Hofvijver                                         | 1998 | graniet              | DSB                   |            |
| Bankapleinfontein                 | Renske Morks & Henk van der Leeden | Bankaplein                                        | 1988 | brons                | DSB                   |            |
| Fontein                           | Joop Beljon                        | Koningskade                                       | 1969 |                      |                       |            |
| Cascade                           | Huub Hierck                        | Verversingskanaal                                 | 1970 | RVS                  | DSB                   |            |
| Anna van Buerenfontein            | Egbert Schuttert                   | Anna van Buerenplein                              | 2016 | terrazzo             |                       |            |
| 't Haegse Hof                     |                                    | Hillebrant Jacobsplein                            | 2010 |                      | DSB                   |            |
| 'Koffiekan' "Echtelijke ruzie"    | Jo Klingers                        | Noordpolderkade                                   | 1986 | staal, hout, beton   | DSB                   |            |
| Terrasfontein met zuil de Wokkel  |                                    | Burgemeester De Monchyplein                       | 2004 |                      |                       |            |
| Waterval                          |                                    | Burgemeester De Monchyplein                       | 2004 |                      |                       |            |
| Vijverfontein                     |                                    | Burgemeester De Monchyplein                       | 2004 |                      |                       |            |
| Fontein op het binnenplein        |                                    | Haagsche Bluf                                     | 17xx |                      | Deka                  |            |
| Monument prinses Juliana          | Jo Limburg, Jan Altorf             | Stuyvesantplein                                   | 1910 |                      | DSB                   |            |
| Monument Albert Vogel sr.         | Antoon Molkenboer                  | Frederik Hendrikplein                             | 1936 | mozaïek              | DSB                   |            |
| Kurhausfontein                    |                                    | Gevers Deynootplein                               | 1992 |                      |                       |            |
| Zuiderparkfontein                 |                                    | Zuiderpark                                        |      |                      |                       |            |
| Watermuur & Waterzebra            | Atelier PRO                        | Johanna Westerdijkplein Haagse Hogeschool         | 1997 | RVS / beton          | DSB/Haagse Hogeschool |            |
| Fontein                           | Janine Schulze                     | Vailliantplein                                    | 2005 |                      | DSB                   |            |
| Fontein                           |                                    | Wijkpark Transvaal (Heemstraat)                   | 2005 |                      |                       |            |
| Schildpaddenfontein               |                                    | Prins Hendrikplein                                | 2000 |                      | DSB                   |            |
| Vijverpartij met fonteinen        | Ad van der Steur                   | Churchilplein                                     | 1953 |                      |                       |            |
| Van Karnebeekbron                 | Willem C. Brouwer                  | Carnegielaan hoek Scheveningseweg                 | 1915 | aardewerk            | DSB                   |            |
| Vijverfontein                     |                                    | Eline Verepark (kant Carnegielaan)                |      |                      | DSB                   |            |
| Vijverfontein museum H.P. Berlage |                                    | Kunstmuseum Den Haag                              |      |                      |                       |            |
| Kikkerfontein museum H.P. Berlage |                                    | Kunstmuseum Den Haag (in de vijver)               |      |                      |                       |            |
| Vijverfontein                     |                                    | Park Vlaskamp                                     |      |                      |                       |            |
| Fontein met drie dansende meisjes | Gerard van Remmen                  | Segbroeklaan (tussen 414-416)                     | 1960 | brons/steen          | DSB                   |            |
| Vijverfontein                     |                                    | Waterkersvijver, Wateringse Veld                  |      |                      | DSB                   |            |
| Vijverfontein                     |                                    | Laan van Wateringseveld (ca no 226)               |      |                      | DSB                   |            |
| Fontein Winkelcentrum Loosduinen  | Alex Harteveld                     | Loosduinse Hoofdplein                             | 2013 | mozaïek              | DSB                   |            |
| Watergordijn                      | West 8                             | AEGONplein                                        | 2002 | staal, beton         |                       |            |
| Vijverfontein                     |                                    | Hoek Pijlkruidveld - Madeliefveld Leidschenveen   |      |                      | DSB                   |            |
| Vijverfontein                     |                                    | Buurtpark "Hof van Heden", Alberdingk Thijmstraat | 1995 |                      |                       |            |
| Fontein                           |                                    | Oud Eik en Duinen                                 |      |                      |                       |            |

## Fonteinen inpandig, niet - of beperkt toegankelijk
| Naam/aanduiding     | Kunstenaar/architect | Locatie                                        | Jaar | Materiaal/uitvoering | Beheer | Opmerking                                                   | Afbeelding |
| ------------------- | -------------------- | ---------------------------------------------- | ---- | -------------------- | ------ | ----------------------------------------------------------- | ---------- |
| Waterspuwer         | H.P. Berlage         | Kunstmuseum Den Haag                           | 1935 | baksteen, brons      |        | In de Tuinzaal)                                             |            |
| Marokkaanse fontein | Aziz Bekkaoui        | Amare                                          | 2022 | tegels met glazuur   |        | Zichtbaar v/a Turfmarktzijde                                |            |
| Deense Fontein      | Arnold Krog          | Vredespaleis                                   | 1914 | graniet, porselein   |        | Binnentuin Vredespaleis, zie meer afbeeldingen              |            |
| Fontein             |                      | Vredespaleis                                   |      |                      |        | In de tuin rond het paleis. Fontein links op de achtergrond |            |
| Waterspuwer         | Joh. Mutters jr.     | Villa Ten Rande, Carnegielaan 11 (achtergevel) | 1913 | baksteen, brons      |        | Zichtbaar v/a vijverfontein Eline Verepark                  |            |
| Fontein             | André Volten         | Schepelhal Binnenhof                           | 1992 |                      | RVB    | Ten minste tijdens de Binnenhofrenovatie niet te zien.      |            |

## Verdwenen fonteinen
| Naam/aanduiding  | Kunstenaar/architect | Locatie             | Jaar      | Materiaal/uitvoering | Beheer | Opmerking                                        | Afbeelding |
| ---------------- | -------------------- | ------------------- | --------- | -------------------- | ------ | ------------------------------------------------ | ---------- |
| Spuipleinfontein | Peter Struycken      | Spuiplein           | 1996      | Natuursteen          |        | Niet teruggekeerd na oplevering Amare            |            |
| Waterspuwers     |                      | Haagsche Bluf       | 17xx      |                      | Deka   | Verdwenen of afgedekt bij de laatste verbouwing? |            |
| Fontein          |                      | Oostduinlaan        | 1968-2014 |                      |        | Niet teruggekeerd na herbestemming               |            |
| Vosmaerbron      |                      | Scheveningse Bosjes | 1890-1942 |                      |        | Beschadigd en na 1942 afgebroken                 |            |

## Tijdelijke waterkunstwerken
- 1994 "Jumping Fountains" door Dirk Dijkstra Vijver Zuiderpark, ingang Loevesteinlaan Den Haag
- 2000 Tijdelijk kunstwerk / fontein in de Hofvijver, zie afbeelding Haags Gemeentearchief.

## Externe verwijzingen
- Ontdek de fonteinen van Rotterdam en Amsterdam, een initiatief van Elise Heyligers.
- Het Rijksvastgoedbedrijf (RVB) is als beheerder van het Binnenhof ook verantwoordelijk voor onderhoud, restauratie, demontage en opslag van de Binnenhoffontein tijdens de renovatie van het Binnenhof. Het voorlopig ontwerp voor de Binnenhof renovatie laat vermeldt dat de roltrappen in de Schepelhal verdwijnen maar noemt de fontein niet.
- Gemeente Den Haag, Dienst Stadsbeheer (DSB) is waarschijnlijk verantwoordelijk voor het beheer van alle fonteinen e.d. op openbaar gemeentelijk terrein[2][63]
- Deka Immobilien is sinds medio 2020 eigenaar van het winkelcentrum Haarsche Bluf. Volgens diverse bronnen zouden in dit winkelcentrum "twee 18-eeuwse Franse fonteinen" geplaatst zijn (mogelijk is dit een citaat uit één originele bron zoals een persbericht van de projectontwikkelaar). Na de laatste verbouwing, in 2018, is nog maar één fontein te vinden.